# TV-Zapfen

Mini-TV-Zapfen für Photo-Lichtelement

Mini-TV-Zapfen mit Gegenstück

Als TV-Zapfen (auch Spigot Adapter) bezeichnet man ein bestimmtes Verbindungselement zwischen einem Stativ und einem entsprechenden Aufsatz, z. B. einem Scheinwerfer. Durch eine Sicherungsschraube wird das unbeabsichtigte Herausheben aus der Befestigung verhindert.
Üblich sind TV-Zapfen besonders in der Veranstaltungstechnik für die schnelle und sichere Montage von Licht- und Tonsystemen.
Typische Standardgrößen des Zapfens sind:
- ∅ 17 mm
- ∅ 28 mm

Der Adapter selbst hat etwa:
- M10 (∅ 10 mm, Belastung 14 kg)  … für Scheinwerfer und ähnliches Kleingerät
- M35 (∅ 35 mm, Belastung 50 kg)  … für Lautsprecher an Boxenhochständern oder Gerüstträgern